# Dawit Grigorian
Dawit Grigorian (ur. 17 lipca 1989 w Erywaniu) – ormiański piłkarz grający na pozycji pomocnika.

## Kariera klubowa
Grigorian od początku profesjonalnej kariery związany jest z klubem Ararat Erywań, w którym jednak większość czasu grywał w zespole rezerw.

## Kariera reprezentacyjna
W reprezentacji Armenii zadebiutował 12 sierpnia 2009 roku w towarzyskim meczu przeciwko Mołdawii. Na boisku przebywał do 85 minuty meczu.
| Mecze i gole w reprezentacji | Mecze i gole w reprezentacji | Mecze i gole w reprezentacji | Mecze i gole w reprezentacji | Mecze i gole w reprezentacji | Mecze i gole w reprezentacji | Mecze i gole w reprezentacji |
| #                            | Data                         | Stadion                      | Rywal                        | Wynik                        | Gol                          | Rozgrywki                    |
| 2009                         | 2009                         | 2009                         | 2009                         | 2009                         | 2009                         | 2009                         |
| ---------------------------- | ---------------------------- | ---------------------------- | ---------------------------- | ---------------------------- | ---------------------------- | ---------------------------- |
| 1.                           | 12.08.2009                   | Erywań, Armenia              | Mołdawia                     | 1:4                          | 0                            | towarzyski                   |